# Rush in Rio
| 전문가 평가                       | 전문가 평가 |
| 평가 점수                         | 평가 점수   |
| 출처                              | 점수        |
| --------------------------------- | ----------- |
| AllMusic                          | [ 1 ]       |
| The Encyclopedia of Popular Music | [ 2 ]       |
| IGN                               | (8/10)      |
| PopMatters                        | (favorable) |
| The Rolling Stone Album Guide     | [ 5 ]       |

《Rush in Rio》는 2003년 10월 21일에 발매된 캐나다의 프로그레시브 록 밴드 러시의 세 디스크 라이브 음반이다. 이 음반은 또한 두 개의 DVD 세트로도 이용할 수 있다. 세 번째 디스크의 마지막 두 트랙을 제외하고, 이 음반은 Vapor Trails Tour의 마지막 밤에 브라질 리우데자네이루의 이스타지우 두 마라카낭에서 녹음되었다. 나머지 두 트랙은 같은 투어의 이전 쇼에서 가져온 것이다. 〈Between Sun & Moon〉은 2002년 9월 27일 애리조나주 피닉스 크리켓 와이어리스 파빌리온에서 녹음되었고, 〈Vital Signs〉는 2002년 10월 19일 퀘벡주 퀘벡 콜로세 데 퀘벡에서 녹음되었다.
이 DVD는 미국 음반 산업 협회로부터 7배 플래티넘 인증을 받았으며 2010년 9월 기준으로 700,000장 이상이 판매되었다. 트랙 〈O Baterista〉는 2005년 그래미 어워드 최우수 록 기악 연주상 후보에 올랐지만 브라이언 윌슨의 〈Mrs. O'Leary's Cow〉에 밀려 탈락했다.

## 배경
《Rush in Rio》는 네 번의 스튜디오 발매 후 밴드가 라이브 음반을 발매하는 패턴을 따르지 않은 최초의 라이브 음반이었고 닐 피어트의 드럼 솔로를 포함하여 노래 순서에 변화가 없는 완전한 세트리스트를 선보인 최초의 음반이기도 하다. 이 음반은 또한 밴드의 첫 번째 라이브 음반으로, 싱글 나이트의 전체 공연을 보여준다(두 개의 보너스 트랙은 포함하지 않음). 음반과 DVD에 대한 인터뷰에서, 알렉스 라이프슨과 제임스 "짐보" 바턴은 사운드를 섞는 데 오랜 시간이 걸렸다고 언급했다. 이것은 오래된 장비에 오디오를 녹음하는 기술적인 어려움 때문이었다.
이 콘서트에서 러시는 Vapor Trails Tour에서 두 번째로 많은 관중인 4만 명에게 연주했다(전날 밤 상파울루에서 열린 쇼에서 가장 많은 관중은 6만 명이었다). 라이브로 연주할 때 스튜디오 작업의 사운드를 다시 만드는 밴드의 관행에서 드문 이탈로, 〈Resist〉 (디스크 2)는 라이프슨과 게디 리 사이의 헐벗은 어쿠스틱 버전으로 편곡되었고, 피어트는 드럼 솔로 이후에 자리를 비웠다.

## 곡 목록
모든 곡들은 특별한 언급이 없는 한 게디 리, 알렉스 라이프슨 그리고 닐 피어트에 의해 작사/작곡하였다.
| #   | 제목                      | 작사·작곡                           | 재생 시간 |
| --- | ------------------------- | ----------------------------------- | --------- |
| 1.  | 〈Tom Sawyer〉            | 파이 두보이스, 리, 라이프슨, 피어트 | 5:04      |
| 2.  | 〈Distant Early Warning〉 |                                     | 4:50      |
| 3.  | 〈New World Man〉         |                                     | 4:04      |
| 4.  | 〈Roll the Bones〉        |                                     | 6:15      |
| 5.  | 〈Earthshine〉            |                                     | 5:44      |
| 6.  | 〈YYZ (기악)〉            | 리, 피어트                          | 4:56      |
| 7.  | 〈The Pass〉              |                                     | 4:52      |
| 8.  | 〈Bravado〉               |                                     | 6:19      |
| 9.  | 〈The Big Money〉         |                                     | 6:03      |
| 10. | 〈The Trees〉             |                                     | 5:12      |
| 11. | 〈Freewill〉              |                                     | 5:48      |
| 12. | 〈Closer to the Heart〉   | 피터 탤벗, 리, 라이프슨, 피어트     | 3:04      |
| 13. | 〈Natural Science〉       |                                     | 8:34      |

| #   | 제목                                    | 작사·작곡    | 재생 시간 |
| --- | --------------------------------------- | ------------ | --------- |
| 1.  | 〈One Little Victory〉                  |              | 5:32      |
| 2.  | 〈Driven〉                              |              | 5:22      |
| 3.  | 〈Ghost Rider〉                         |              | 5:36      |
| 4.  | 〈Secret Touch〉                        |              | 7:00      |
| 5.  | 〈Dreamline〉                           |              | 5:10      |
| 6.  | 〈Red Sector A〉                        |              | 5:16      |
| 7.  | 〈Leave That Thing Alone (기악)〉       | 리, 라이프슨 | 4:59      |
| 8.  | 〈O Baterista (드럼 솔로)〉             | 피어트       | 8:54      |
| 9.  | 〈Resist〉                              |              | 4:23      |
| 10. | 〈2112 Overture/The Temples of Syrinx〉 |              | 6:52      |

| #  | 제목                                 | 작사·작곡                      | 재생 시간 |
| -- | ------------------------------------ | ------------------------------ | --------- |
| 1. | 〈Limelight〉                        |                                | 4:29      |
| 2. | 〈La Villa Strangiato (기악)〉       |                                | 10:05     |
| 3. | 〈The Spirit of Radio〉              |                                | 5:28      |
| 4. | 〈By-Tor & the Snow Dog〉            |                                | 4:35      |
| 5. | 〈Cygnus X-1 (기악)〉                |                                | 3:12      |
| 6. | 〈Working Man〉                      | 리, 라이프슨                   | 5:34      |
| 7. | 〈Between Sun & Moon (보너스 트랙)〉 | 리, 라이프슨, 피어트, 두보이스 | 4:51      |
| 8. | 〈Vital Signs (보너스 트랙)〉        |                                | 4:58      |

## 인증
| 국가                       | 인증 | 판매량/출하량 |
| -------------------------- | ---- | ------------- |
| 캐나다 (뮤직 캐나다)       | 골드 | 50,000^       |
| 미국 (RIAA)                | 골드 | 500,000^      |
| ^출하량을 기반으로 한 인증 |      |               |